# 廖倬甫
廖倬甫（2002年7月26日—），來自雲林縣，台灣男子羽球選手，為土地銀行羽球隊隊員。現就讀臺北市立大學。

## 簡歷
廖倬甫來自雲林，父親是雲林縣文昌國小羽球隊教練，他受父親影響，從幼稚園開始接觸羽球，小學二年級時成為球員；後就讀西螺國中、新北市能仁家商、臺北市立大學。2018年6月，廖倬甫在全國羽球排名賽取得乙組男子單打季軍，獲得甲組資格。
2019年，廖倬甫首次以土地銀行隊員身分參加全國團體錦標賽；隔年，年僅17歲的廖倬甫在2020年全國團體錦標賽決賽第一點單打賽事中，以18－21、21－19、23－21逆轉年紀相差17歲的合作金庫老將薛軒億而受到關注。

### 2021－2022年：連續兩屆入選湯姆斯盃代表隊
2021年至2022年間，廖倬甫連續三屆闖進中華民國全國羽球排名賽男子單打決賽，結果皆以亞軍作收，三次決賽分別不敵林俊易、戚又仁、呂家弘；但廖倬甫憑藉排名賽成績，入選2020年、2022年湯姆斯盃世界羽球男子團體錦標賽參賽名單。
2021年10月，尚無成人國際賽經驗的廖倬甫憑藉排名賽成績入選中華台北羽球代表隊，參加因2019冠状病毒病疫情延期並在丹麥奥胡斯舉辦的2020年湯姆斯盃；他在小組賽面對阿爾及利亞時出戰第五點單打，最終以直落二（21-12、21-19）擊敗阿德爾·哈梅克，助隊伍以5比0取勝阿爾及利亞。最終中華台北於小組賽排名第三無緣晉級。
2022年5月，廖倬甫代表中華台北參加在曼谷舉行的湯姆斯盃，小組賽對戰德國出戰第三單打，以2比1（21-17、14-21、21-15）打敗德國選手蕭聖傑，幫助中華男團晉級八強；廖倬甫在八強賽面對日本時第五點男單，最終以0比2（13-21、11-21）不敵世界排名20的西本拳太，中華台北亦止步八強。

### 2023年
2023年3月，廖倬甫在中國瑞昌大師賽首次闖入成人國際賽男單四強，終盤以1比2不敵中國選手孫超。6月，在北馬里亞納公開賽擊敗韓國選手全奕陳，奪得國際賽首冠。

## 主要比賽成績
只列出曾進入準決賽的國際賽事成績：
| 年份   | 賽事                         | 公開賽級別 | 項目     | 成績   |
| ------ | ---------------------------- | ---------- | -------- | ------ |
| 2023年 | 中國瑞昌羽毛球大師賽         | 超級100賽  | 男子單打 | 準決賽 |
| 2023年 | 北馬里亞納羽毛球公開賽       | 國際挑戰賽 | 男子單打 | 冠軍   |
| 2023年 | 夏季世界大學運動會羽毛球比賽 | 其他       | 混合團體 | 金牌   |
| 2024年 | 葡萄牙羽毛球國際賽           | 國際系列賽 | 男子單打 | 亞軍   |
| 2025年 | 盧森堡羽毛球公開賽           | 國際系列賽 | 男子單打 | 亞軍   |
| 2025年 | 奧地利羽毛球公開賽           | 國際系列賽 | 男子單打 | 準決賽 |
| 2025年 | 美國羽毛球公開賽             | 超級300賽  | 男子單打 | 準決賽 |

| 2018-2026年 | 總決賽 | 超級1000賽 | 超級750賽 | 超級500賽 | 超級300賽 | 超級100賽 | 國際挑戰賽 | 國際系列賽 | 未來系列賽 | 其他 |

## 外部連結
- 廖倬甫在BWFBadminton.com（英语）
- 廖倬甫在BWF.TournamentSoftware.com（英语）
- 廖倬甫在Flashscore（英语）
- 廖倬甫的Instagram帳戶
- 廖倬甫的Facebook專頁